# Velykyj Luh Nationalpark
Velykyj Luh Nationalpark (ukrainsk: Великий Луг) består af et steppeterræn i det sydøstlige Ukraine, ved Kakhovskereservoiret på den sydlige bred af Dnepr-floden. Reservoiret blev skabt af Dnjeprs vandkraftstation der blev bygget i årene 1927–1932. Engene og tagrørene på kysten understøtter en af de største fugletrækslokaliteter i Østeuropa. Parken ligger i det administrative distrikt Vasylivka rajon i Zaporizjzja oblast.

## Topografi
Parken er hovedsageligt beliggende på eng-terrasserne på sydsiden af Dnepr-floden. Fordi det meste af området (historisk blevet kaldt "den store eng") blev oversvømmet af oprettelsen af reservoiret, er parkens territorium for det meste højdedrag og kyststriber langs kysten. Et af de økologisk beskyttede områder i parken er Sim Maiakiv Flodeng, der er et Ramsar-vådområde, der huser høje niveauer af biodiversitet i steppeskoven og rørskoven i udmunding en af et af reservoirets bifloder.
Stedet er beliggende i den nordvestlige del af den større regionSortehavslavlandet.

## Klima og økoregion
Den officielle klimabetegnelse for Velykyj Luh-området er fugtigt kontinentalt klima - med undertypen varm sommer (Köppen klimaklassificering Dfb), med store sæsonbestemte temperaturforskelle og en varm sommer (mindst fire måneder i gennemsnit over 10oC, men ingen måned i gennemsnit over 22oC. Parken ligger i den pontisk-kaspiske steppeøkoregion.

## Flora og fauna
Parken er et vigtigt træk-, rede- og fourageringsområde for vandfugle. Karst-topografien giver flodsletten en meget varierende vanddækning med fourageringsgrunde, og kalkstenskystens klipper giver redeområder for fuglene.
Den varme, flade, lavvandede del af området, giver et omfattende levested for fisk. Områdets unikke karst-grotter understøtter store kolonier og mange arter af flagermus.

## Offentlig brug
Parken blev indrettet til at omfatte dedikerede sektorer til beskyttelse af naturen, rekreation, kulturel og historisk turisme og studier, og bufferzoner. Personale i parken tilbyder uddannelsesmæssige og økologiske oplysningsaktiviteter for lokale børn og voksne.